# 배중률
배중률(排中律, Law of excluded middle, Principe du tiers exclu)은 논리학에서 어떤 명제 P에 대해 "P ∨ ¬ P"(P이거나 P가 아님)가 성립한다고 주장하는 법칙이다. 이는 고전논리에서 기본적인 속성이며, 동일률, 비모순율과 함께 (고전적인) 사고의 삼원칙의 하나로 꼽힌다. 그러나 논리체계에 따라 약간 다른 법칙으로 존재하는 경우도 있고, 경우에 따라서는 배중률이 전혀 성립하지 않을 수도 있다 (이를테면 직관논리).
라틴어: Principium tertii exclusi(제3의 명제가 배제되는 원리) 혹은 Tertium non datur(제3의 명제·가능성은 존재하지 않는다)고 칭해져, 「Law of excluded middle」(중간의 명제는 배제되어서 존재하지 않는 법칙) 또는「Law of the excluded third」(제3의 명제가 배제되는 법칙)이라고 불리고, 이들은 한국어에서의 배중이라는 표현과 이어져, 배중원리라고 불린다.
배중률은 논리에서부터 이끌어지는 법칙이 아니다. 또한 이치 논리(principle of bivalence)와는 다른 주장이다.
수사학에서는 배중률이 오해되어 이용되는 경우가 있고, 오류의 원인이 되고 있다.

## 예
다음의 명제 P에 대하여 생각한다.
「소크라테스는 죽는다」
이 명제에 대하여, 배중률이란
「소크라테스는 죽거나 죽지 않거나, 그 중 하나이다」
라는 명제 P ∨ ¬ P가 성립한다는 규칙이다(그 외의 제3의 상태나 중간의 상태를 취하지 않는다).
이 규칙은 명제 P의 내용에 관계없이 적용할 수 있다.
배중률에 의존하는 논증의 예는 다음과 같다. 다음과 같은
a b는 유리수이다.
라는 속성을 가진 두 무리수 a와 b가 있음을 증명하자.
{\displaystyle {\sqrt {2}}}가 무리수인 것은 알고 있다. 거기서, 다음과 같은 수를 생각한다.
{\displaystyle {\sqrt {2}}^{\sqrt {2}}}
배중률에 따르면, 이 수는 분명하게 유리수 또는 무리수, 둘 가운데 하나이다. 이것이 유리수라면 증명이 완료된다. 만약 무리수라면, 다음과 같은 수를 생각한다.
{\displaystyle a={\sqrt {2}}^{\sqrt {2}}} 및 {\displaystyle b={\sqrt {2}}}
그러면,
{\displaystyle a^{b}=\left({\sqrt {2}}^{\sqrt {2}}\right)^{\sqrt {2}}={\sqrt {2}}^{\left({\sqrt {2}}\cdot {\sqrt {2}}\right)}={\sqrt {2}}^{2}=2}
2는 분명하게 유리수이다. 따라서 증명이 완료된다.
이 논증에서 「이 수는 유리수 또는 무리수 가운데 하나이다」라는 주장은 배중률에 근거한다. 직관주의는 어떠한 증거가 없는 한, 이 같은 주장을 인정하지 않는다. 이 변형으로서 한 수가 무리수 (또는 유리수)임의 증명이나, 한 수가 유리수인지를 판정하는 유한한 알고리즘 따위를 생각할 수 있다.

## 무한에 관한 비구성적 증명의 법칙
위의 예는 직관주의에서는 허용되지 않는 「비구성적; non-constructive」 증명의 예이다.
「이 증명은 정리를 만족하는 a와 b라는 수를 특정하지 않고서 가능성만으로 논하고 있기 때문에, 비구성적이다. 실제로는{\displaystyle a={\sqrt {2}}^{\sqrt {2}}}는 무리수이지만, 이를 쉽게 나타내는 증명은 알려져 있지 않다」(Davis 2000:220)
Davis는 「구성적」에 대하여 「실제로 특정조건을 충족하는 수학적 실체가 존재한다는 증명은, 명시적으로 문제의 실체를 나타내는 방법을 제공할 필요가 있을 것이다」(p. 85)라고 여겼다. 그러한 증명은 전체의 완전성의 존재를 전제로 하고 있으며, 그것은 직관주의자에게 있어서는, 결코 완전하지 않은 「무한대」로 확장하는 것은 허용되지 않는다.
고전수학에는 「비구성적」 혹은 「간접적」인 존재증명이 있지만, 직관주의자들은 그것을 받아들이지 않는다. 이를테면, 「P(n)이 성립할 법한 n가 있다」는 것을 증명하면 고전수학에서는 모든 n에 대해 P(n)이 성립하지 않는다고 가정하는 것으로 모순이 생기는 것을 나타낸다. 고전논리에서도 직관 논리에서도, 귀류법에 따라 「모든 n에 대하여 P(n)이 성립하지 않는 것은 없다」는 것이 나타난다. 고전논리는 그 결과를 "P(n)이 성립하는 n이 존재한다」로 변환하는 것을 허락하지만, 직관논리는 총체적으로 무한한 자연수의 집합이 완전하며, P(n)이 될 법한 n이 존재한다는 것은 말할 수 없다. 왜냐하면, 직관주의는 자연수가 전체로서 완전하다고는 생각하지 않기 때문이다. (Kleene 1952:49-50)
실제로, 힐베르트와 브라우어르는 저마다 배중률을 무한히 적용하는 예를 보였다. 힐베르트의 예는 「소수(素数)는 유한개인가 무한개인가」(Davis 2000:97)이며, 브라우어르의 예는 「모든 수학적 종(種)은 유한인가 무한인가」(Brouwer 1923 in van Heijenport 1967:336)이다.
일반적으로 직관주의는 유한한 집합에 관하여 배중률의 적용을 허용하지만, 무한집합 (이를테면 자연수)에 대해서는 불허한다. 따라서 「무한집합 D에 관한 모든 명제 P에 대하여, P인지 또는 P가 아닌지 중 하나이다」(Kleene 1952 : 48)라는 사고방식은 직관주의에서는 절대로 불가능하다. 자세한 것은 수학기초론과 수학적 직관론을 참조하기 바란다.
배중률에 대한 추정적 반례로, 거짓말쟁이의 역설 혹은 콰인의 역설이 있다. 그레이엄 프리스트의 양진주의(dialetheism)에서는 배중률을 정리로 간주하지만, 거짓말쟁이의 역설은 참이기도 거짓이기도 하다고 설명한다. 이 경우, 배중률은 참이지만, 참이기에 선언(選言)은 배타적이지 않고, 선언지(選言肢)의 한쪽이 역설적이거나, 양자가 모두 참이자 거짓일 수도 있다고 간주한다.

## 역사

### 아리스토텔레스
아리스토텔레스는, 애매함은 애매한 명칭을 쓰기에 생기는 것이지, 「사실」 자신에는 애매함이 없다고 여겼다. 또한, 「같은 대상(對象)임과 같은 사건(←事象)이지 않음은 동시에 성립되지 않는다」고 여겼다. 이를 명제논리로 나타내면, ¬ (P ∧ ¬ P)가 된다. 이것은 이중부정의 법칙 「¬¬ 'P' ⇔ P」를 인정하면 현대에서 말하는 배중률 (P ∨ ¬ P)와 등가이지만, 그렇지 않은 경우에는 양자의 의미는 달라진다. 전자는 어느 명제가 동시에 참이면서 거짓인 것은 없다고 주장하는 것으로, 후자는 어느 명제가 참도 거짓도 아닌 것은 없다고 주장하는 것이다.
그러나, 아리스토텔레스는 「서로 모순되는 현상이 동시에 참인 것은 불가능하므로, 동일한 사건이 동시에 상반되는 속성을 가질 수 없는 것은 분명하다」(Book IV, CH 6, p. 531)라고도 논했다. 그리고 「상반하는 사건의 중간은 존재하지 않지만, 하나의 사건에 대하여 우리는 어느 술어가 성립하는지 그 여부를 나타내어야 한다」(Book IV, CH 7, p. 531)고 여겼다. 아리스토텔레스의 고전논리에서는 이것이 배중률 'P' ∨ ¬ P의 명확한 명제로 되어 있다.

### 라이프니츠
그 일반적 형식 「모든 판단은 참 또는 거짓이다」[footnote 9]…(from Kolmogorov in van Heijenoort, p. 421)

 footnote 9: 이것은 라이프니츠의 아주 단순한 정식화이다 (see Nouveaux Essais, IV, 2)…"(ibid p 421) 

### 버트런드 러셀과 『수학원리』
버트런드 러셀은 「배중률」과 「모순율; law of contradiction」을 구별했다.The Problems of Philosophy에서 그는 아리스토텔레스적 의미에서 자명한 세 가지 사고의 법칙을 들었다.

1. 동일성의 법칙
2. 비모순율: 「어느 사물에 대하여 같은 관점에서 동시에, 그것을 긍정하면서 부정하는 것은 불가능하다」
3. 배중률: 「모든 사건은 어느 속성을 가지거나 가지지 않거나 가운데 하나이다」

이들 세 가지 법칙은 자명한 논리원칙의 예이다(p. 72)
이것은 적어도 이치논리(二値論理)에서는 올바르다(이를테면, 카르노 맵을 참조). 러셀의 제2의 법칙은 제3의 법칙에서 쓰이는 비배타적 논리합의 「중간」을 배제한다. 그리고, 이는 라이헨바흐가 일부의 논리합을 배타적 논리합에 치환해야 마땅하다고 주장하는 근거가 된다.

이 문제에 대하여 라이헨바흐는 다음과 같이 적었다.
배중률
1. (x)[f(x) ∨ ~f(x)]

은 주요항이 망라적이지 않으므로 장황한 논리식이다. 이 사실은 일부의 사람이 (29)를 비배타적 논리합으로 적는 것을 불합리하다고 느끼는 이유이며, 배타적 논리합으로 적게끔 하는 이유이다.
1. (x)[f(x) ⊕ ~f(x)], 여기서, " ⊕ "라는 기호는 배타적 논리합을 의미한다.

이 식은 망라적이며, 보다 엄밀하다(Reichenbach, p. 376).
 (30)에서 "(x)"는 당시의 전칭기호이다.
아리스토텔레스와 러셀은 고전논리의 특성을 믿고 있었지만, 그것은 모든 명제가 참이거나 거짓이라는 암묵의 전제에 의존한다.

## 같이 보기
- 구성주의 (수학)

## 참고 문헌
- Aquinas, Thomas " Summa Theologica "Fathers of the English Dominican Province (trans.), Daniel J. Sullivan (ed.), vols. 19-20 in Robert Maynard Hutchins (ed.), Great Books of the Western World, Encyclopedia Britannica, Inc. Chicago, IL, 1952. Cited as GB 19-20.
- Aristotle "Metaphysics"WD Ross (trans.), vol. 8 in Robert Maynard Hutchins (ed.), Great Books of the Western World, Encyclopedia Britannica, Inc. Chicago, IL, 1952. Cited as GB 8. 1st published, WD Ross (trans.), The Works of Aristotle, Oxford University Press, Oxford, UK.
- Martin Davis 2000 Engines of Logic : Mathematicians and the Origin of the Computer ", WW Norton & Company, NY, ISBN 0-393-32229-7 pbk.
- Dawson, J., Logical Dilemmas, The Life and Work of Kurt Gödel, AK Peters, Wellesley, MA, 1997.
- van Heijenoort, J., From Frege to Gödel, A Source Book in Mathematical Logic, 1879-1931, Harvard University Press, Cambridge, MA, 1967. Reprinted with corrections 1977.

* Luitzen Egbertus Jan Brouwer 1923, On the significance of the principle of excluded middle in mathematics , espcecially in function theory [reprinted with commentary, p. 334, van Heijenoort]
* Andrei Nikolaevich Kolmogorov 1925, On the principle of excluded middle, reprinted with commentary, p. 414, van Heijenoort]
* Luitzen Egbertus Jan Brouwer 1927, On the domains of definitions of functions, reprinted with commentary, p. 446, van Heijenoort] Although not directly germane, in his (1923) Brouwer uses certain words defined in this paper.
* Luitzen Egbertus Jan Brouwer 1927 (2) Intuitionistic reflections on formalism, reprinted with commentary, p. 490, van Heijenoort]
- Stephen C. Kleene 1952 original printing, 1971 6th printing with corrections, 10th printing 1991, Introduction to Metamathematics, North-Holland Publishing Company, Amsterdam NY, ISBN 0 7204 2103 9 .
- Kneale, W. and Kneale, M., The Development of Logic, Oxford University Press, Oxford, UK, 1962. Reprinted with corrections 1975.
- Alfred North Whitehead and Bertrand Russell, Principia Mathematica to * 56, Cambridge at the University Press 1962 (Second Edition of 1927, reprinted). Extremely difficult because of arcane symbolism, but a must-have for serious logicians.
- Bertrand Russell, The Problems of Philosophy, With a New Introduction by John Perry, Oxford University Press, New York, 1997 edition (first published 1912). Very easy to read : Russell was a wonderful writer.
- Bertrand Russell, The Art of Philosophizing and Other Essays, Littlefield, Adams & Co., Totowa, NJ, 1974 edition (first published 1968). Includes a wonderful essay on "The Art of drawing Inferences"
- Hans Reichenbach, Elements of Symbolic Logic, Dover, New York, 1947, 1975.
- Tom Mitchell, Machine Learning, WCB McGraw-Hill, 1997.
- Constance Reid, Hilbert, Copernicus : Springer-Verlag New York, Inc. 1996, first published 1969. Contains a wealth of biographical information, much derived from interviews.
- Bart Kosko, Fuzzy Thinking : The New Science of Fuzzy Logic, Hyperion, New York, 1993. Fuzzy thinking at its finest. But a good introduction to the concepts.
- David Hume, An Inquiry Concerning Human Understanding, reprinted in Great Books of the Western World Encyclopedia Britannica , Volume 35, 1952, p.449ff. This work was published by Hume in 1758 as his rewrite of his "juvenile"Treatise of Human Nature : Being An attempt to introduce the experimental method of Reasoning into Moral Subjects Vol . I, of The Understanding first published 1739, reprinted as : David Hume, A Treatise of Human Nature, Penguin Classics, 1985. Also see : David Applebaum, The Vision of Hume, Vega, London, 2001 : a reprint of a portion of An Inquiry starts on p . 94ff